# Vilsted
Vilsted ist eine dänische Ortschaft mit 211 Einwohnern (Stand 1. Januar 2023) im Himmerland. Die Ortschaft liegt im gleichnamigen Kirchspiel (Vilsted Sogn), das bis 1970 zur Harde Slet Herred im damaligen Aalborg Amt gehörte. Mit der Auflösung der Hardenstruktur wurde das Kirchspiel in die Løgstør Kommune im damaligen Amt Nordjütland aufgenommen, die Kommune wiederum ging mit der Kommunalreform zum 1. Januar 2007 in der Vesthimmerlands Kommune in der Region Nordjylland auf.
Vilsted liegt etwa drei Kilometer östlich von Ranum und etwa sechs Kilometer südlich von Løgstør.